# Alma
För andra betydelser, se Alma (olika betydelser).

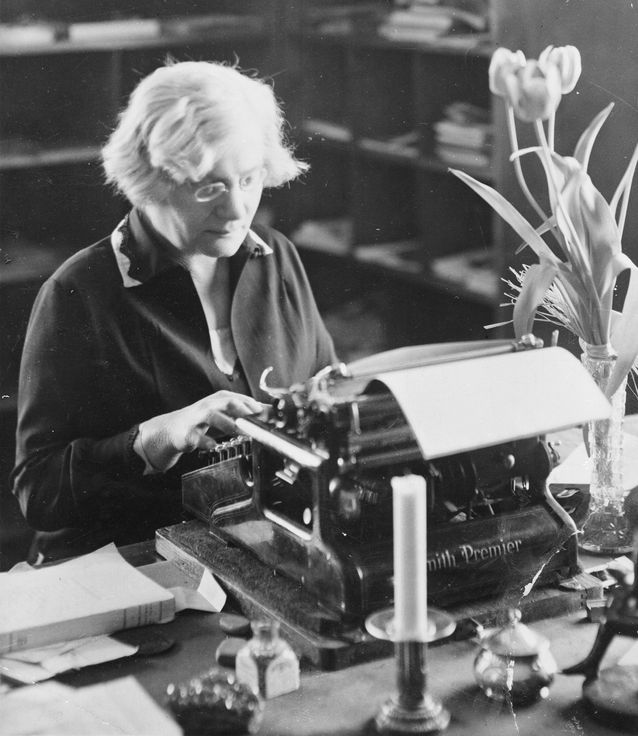
Alma Söderhjelm

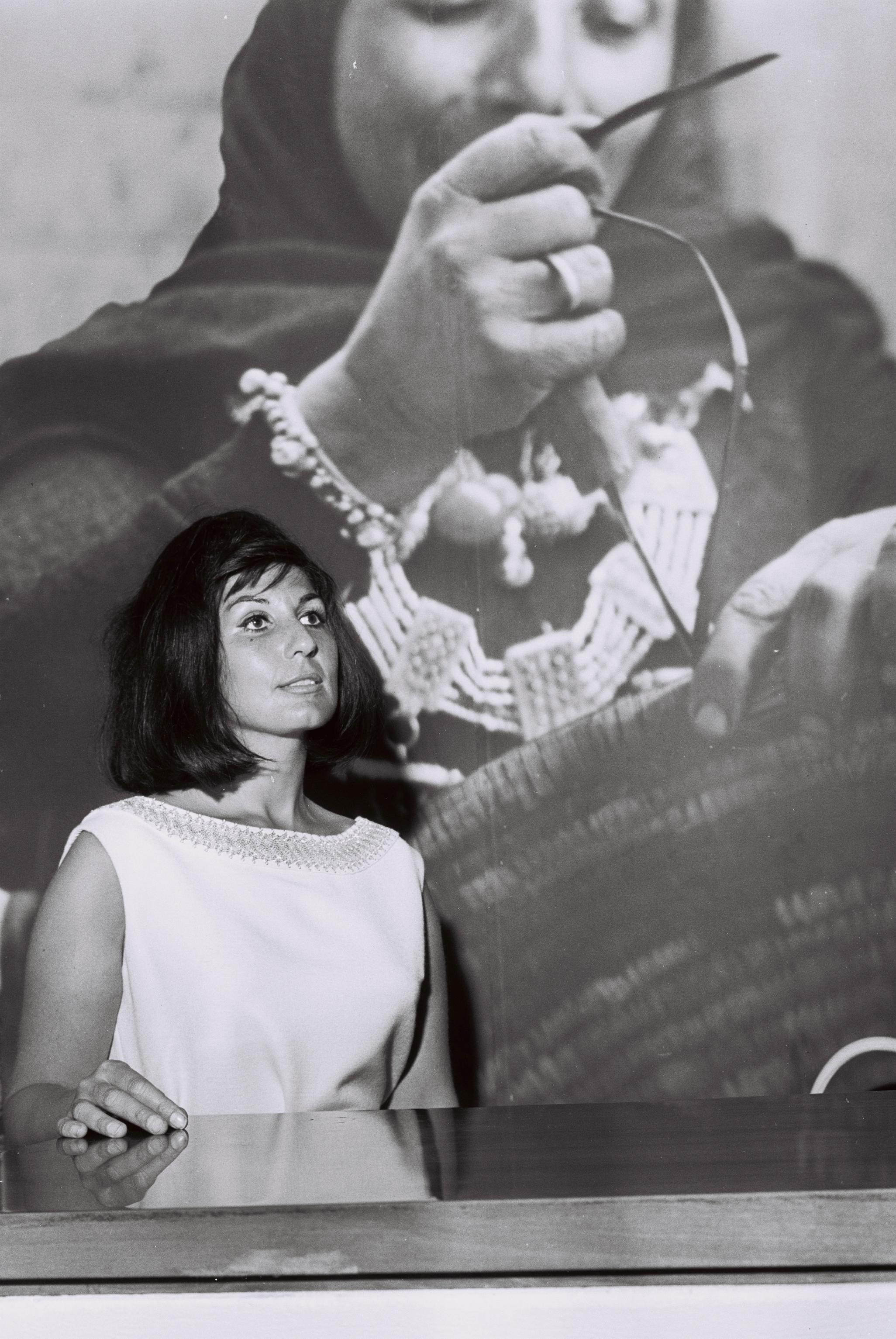
Alma Cogan

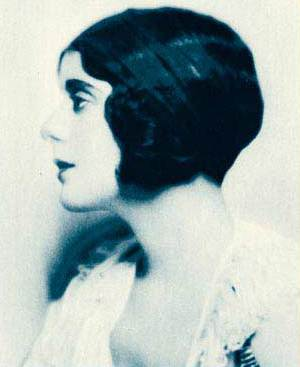
Alma Rubens

Alma är ett kvinnonamn som kan ha sitt ursprung i det latinska almus (med femininformen alma) med betydelsen mild eller huld. Det kan också komma från det spanska ordet för själ: alma.
Det äldsta belägget för namnet i Sverige är från år 1724. Ett annat möjligt ursprung är som kortform av namn som börjar med Amal-, till exempel Amalia. Alma var populärt i Sverige under 1800-talet och kring förra sekelskiftet. Namnet har åter blivit ett modenamn under 2000-talet.  Den 31 december 2014 fanns det totalt 12 903 personer folkbokförda i Sverige med namnet Alma, varav 8 224 bar det som tilltalsnamn.
Alma används också som mansnamn, t.ex. Alma Richards och i Almas bok i Mormons bok förekommer två män med namnet Alma.
Namnsdag i Sverige: 8 september. I den finlandssvenska namnsdagslängden har Alma namnsdag 28 maj sedan starten 1929, då en egen namnsdagskalender togs i bruk för finlandssvenskar.

## Personer med namnet Alma
- Alma Arnell, svensk konstnär
- Alma Bodén, svensk operasångerska och skådespelare
- Alma Čardžić, bosnisk sångerska
- Alma Cogan, brittisk sångerska
- Alma Detthow, svensk reformpedagog
- Alma Fahlstrøm, norsk skådespelerska
- Alma Fohström, finländsk opersasångerska
- Alma Haag, svensk pressfotograf
- Alma Hedin, svensk högerpolitiker och memoarförfattare
- Alma Karlin, slovensk-österrikisk författare
- Alma Lund, finländsk operasångerska och skådespelare
- Alma Mahler, österrikisk kompositör
- Alma Norsell, svensk facklig och politisk pionjär
- Alma Reville, brittisk manusförfattare, gift med Alfred Hitchcock
- Alma Richards, amerikansk friidrottare
- Alma Rubens, amerikansk skådespelare
- Alma Söderhjelm, finländsk historiker och författare
- Alma Åkermark, svensk redaktör och journalist
- Alma Öhrström, svensk konstnär

## Fiktiva personer med namnet Alma
- Alma Svensson, fiktiv person i Astrid Lindgrens böcker om Emil i Lönneberga
- Alma Schlyter, fiktiv person i tv-serien Fröken Frimans krig